# Kościół św. Michała Archanioła w Zborowie
Kościół świętego Michała Archanioła w Zborowie – rzymskokatolicki kościół parafialny należący do parafii Zwiastowania Pańskiego w Dębem (dekanat Koźminek diecezji kaliskiej).
Świątynia została wzniesiona w 1726 roku. Ufundowana została przez Józefa Molskiego kasztelana rogozińskiego. W 1840 roku została dobudowana murowana fasada. Kościół był restaurowany w 1959 roku i w latach 1990–91.
Budowla jest drewniana, jednonawowa, posiada konstrukcję zrębową. Świątynia jest orientowana. Jej prezbiterium jest mniejsze w stosunku do nawy, zamknięte jest trójbocznie, z boku jest umieszczona zakrystia. Z boku nawy znajduje się kruchta. Fasada frontowa kościoła jest murowana. Budowlę nakrywa dach dwukalenicowy, pokryty gontem, na dachu jest umieszczona ośmioboczna wieżyczka na sygnaturkę, nakryta blaszanym cebulastym dachem hełmowym i latarnią. Wnętrze jest nakryte płaskimi stropami, wyższy znajduje się w prezbiterium. Chór muzyczny Jest podparty dwoma słupami i posiada prostą linię parapetu. Belka tęczowa jest ozdobiona krucyfiksem w stylu barokowo-ludowym z 2 poł. XVIII wieku oraz napisem fundacyjnym z datą budowy: „1726". Polichromia z herbem Nałęcz została wykonana około 1730 roku. Ołtarz główny i dwa ołtarze boczne w stylu barokowym zostały wykonane około 1730 roku. Ambona w stylu klasycystycznym powstała w 1 połowie XIX wieku. Kropielnica kamienna została wykonana z piaskowca, reprezentuje styl wczesnobarokowy i pochodzi z początku XVII wieku. Obrazy zostały namalowane w XVIII wieku.